# Иордан, Спитек Вавринец
Спитек Вавринец Иордан или Вавжинец Спитек Йордан из Закличина (1518 — 11 марта 1568, Могиляны) — польский государственный деятель и магнат, каштелян сондецкий (1549—1555), подскарбий великий коронный (1550—1555), воевода сандомирский (1555—1560), воевода краковский (1561—1565), каштелян краковский (1565—1568), староста чхувский (1561—1568) с правом пожизненной аренды для его жены Анны.

## Биография

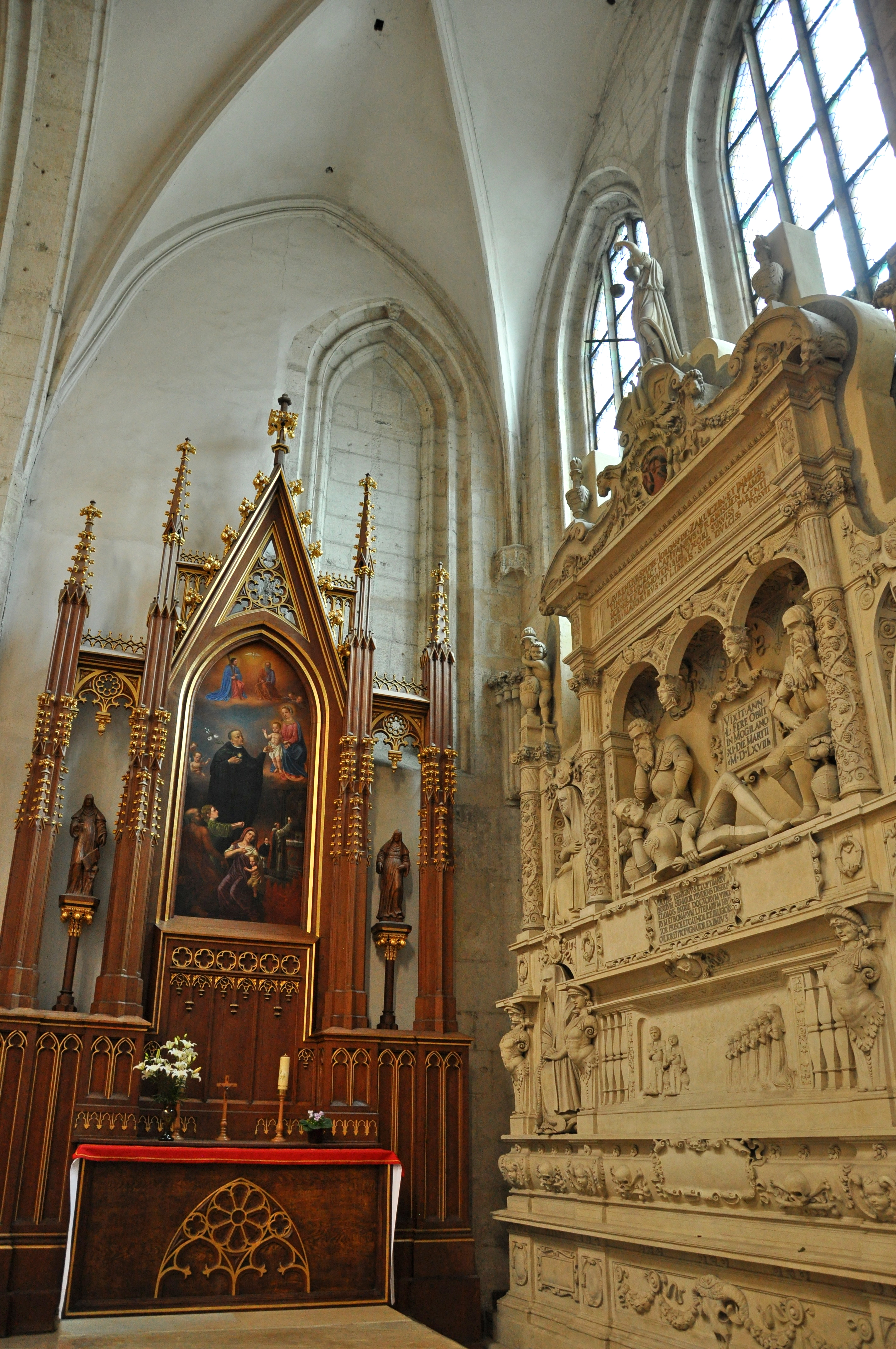
Надгробие Спитека Вавринца Иордана (справа)

Представитель польского дворянского рода Иорданов герба «Трубы». Сын каштеляна войницкого Николая Иордана (ум. 1521 и Анны Ярославской, дочери Спытка III Ярославского.
Во время правления Сигизмунда Старого он был исключен из грантов и должностей как сторонник своего сводного брата и наставника, воеводы русского Станислава Одровонжа (1509—1545). Станислав Одровонж, приговоренный в феврале 1537 года к конфискации своих русских имений за оскорбление королевы Боны изгнанием королевских чиновников во время конфликта из-за бывших княжеских имений в Мазовии, в августе того же года склонил Иордана к участию во Львовском рокоше, который пошел в историю как Куриная война.
Он играл важную политическую роль в Польше в эпоху Сигизмунда Августа и был, среди прочего, ведущий противник коронации Барбары Радзивилл как королевы Польши. Он также был противником движения за соблюдение прав и исполнение имений.
Он был вторым выдающимся представителем малопольского рода Иорданов, унаследовавшим пост войта Мысленице с 1342 года.
Он был любителем искусства, известным не только в Польше. В своем поместье в Мысленице, а затем в близлежащих Могилянах он окружил себя писателями, учеными и гуманистами. Именно в Мысленице были написаны «Зеркало» и третья книга Николая Рея «Жизнь честного человека».
Он поддерживал контакты с инакомыслящими, но хотя сам Жан Кальвин призывал его сменить веру, он до конца жизни оставался католиком.
Спитеку Иордану удалось еще больше увеличить состояние, накопленное его отцом. Латифундий, переданный им жене по договору взаимной ренты 1564 года, включал при разделе наследниками четы в 1597 году 2 замка, 4 города, 16 фольварков и 85 деревень, что соответствовало масштабам крупнейших дворянских имений в Малой Польше. Сам король Польский и великий князь литовский Сигизмунд Август занимал у Спитека Иордана некоторую сумму денег. Помимо имений Мысленице и Мельштына (вместе с бывшей родовой резиденцией — замком в Мельштыне) и многочисленных старостных канцелярий, он имел доходный дом на Рыночной площади в Кракове (на месте нынешнего дворца Водзицких).

## Семья
Спитек Иордан был женат на Анне Сенявской (ум. 1597), дочери гетмана великого коронного Николая Сенявского и Катаржины Кола. У супругов было два сына, умерших в детстве, и пять дочерей:
- Эльжбета Иордан (ум. 1611), с 1557 года жена Станислава Бонера (ум. 1560) сына Северина. В 1561/1562 году её вторым мужем стал каштелян вислицкий Николай Лигшенза (1529—1603). Наследница ключа Зглобенского.
- Анна Иордан (умерла до 1597 года), жена каштеляна и воеводы калишского Каспера Зебжидовского (ок. 1500—1584), дети которого получили Йорданув с прилегающими к нему постройками и многоквартирным домом по адресу ул. Брачка в Кракове.
- Магдалена Иордан (ум. 1617/1619), жена подкомория саноцкого Станислава Ваповского (ум. до 1564), а с 1568/1569 года каштеляна сандомирского Станислава Собека (ум. 1569), сонаследница поместья Мельштын.
- Барбара Иордан (ум. 1605), с 1565 года жена князя Петра Збаражского (ум. 1572), сына воевода витебского, князя Стефана Збаражского, и примерно с 1574 года мечника великого коронного Анджея Зборовского (ок. 1525—1598), сонаследница поместья Мельштын.
- Софья Иордан (умерла до 1597 года), жена ротмистра коронного Самуила Зборовского (ок. 1540—1584), дети которого получили поместья вокруг городов Микулинцы в галицком повете, Завалов в трембовельском повете и Дукля в бечском повете и деревня Венжерув в прошувском повете.

Похоронен в церкви Святой Екатерины в Кракове в мавзолее семьи Иордан.